# Отельфінген
Отельфінген (нім. Otelfingen) — громада  в Швейцарії в кантоні Цюрих, округ Дільсдорф.

## Географія
Громада розташована на відстані близько 95 км на північний схід від Берна, 15 км на північний захід від Цюриха.
Отельфінген має площу 7,2 км², з яких на 25,2% дозволяється будівництво (житлове та будівництво доріг), 36,9% використовуються в сільськогосподарських цілях, 37% зайнято лісами, 1% не є продуктивними (річки, льодовики або гори).

## Демографія
2019 року в громаді мешкало 2982 особи (+21,4% порівняно з 2010 роком), іноземців було 23,1%. Густота населення становила 417 осіб/км².
За віковим діапазоном населення розподілялося таким чином: 23,1% — особи молодші 20 років, 60,6% — особи у віці 20—64 років, 16,3% — особи у віці 65 років та старші. Було 1202 помешкань (у середньому 2,5 особи в помешканні).
Із загальної кількості 2385 працюючих 82 було зайнятих в первинному секторі, 490 — в обробній промисловості, 1813 — в галузі послуг.